# Carl Schurz
Carl Schurz, né le 2 mars 1829 à Liblar en province de Rhénanie et mort le 14 mai 1906 à New York (États-Unis), est un journaliste et homme politique germano-américain.
Après avoir pris part au Printemps des peuples dans l'ouest de la Confédération germanique, il s'exile aux États-Unis, où il devient un militant républicain de premier ordre, influent auprès de la communauté germano-américaine, avant de combattre dans le camp nordiste pendant la guerre de Sécession.
Sénateur du Missouri (1869-1875) et secrétaire à l'Intérieur (1877-1881), il est l'adversaire résolu d'un autre républicain, le général Grant.
Chef des « républicains libéraux » en 1872, il n'hésite pas à prendre ses distances avec le parti quand il estime que la politique de ce dernier est contraire à ses propres convictions.

## Biographie
Né en province de Rhénanie en 1829, Carl Schurz est le fils d'un modeste instituteur qui demeure sur les terres seigneuriales de Gracht. Après avoir reçu un enseignement primaire à Liblar puis à Brühl (1835-1838), il est élève au lycée des Trois-Rois de Cologne (1839-1846) avant d'entrer à l'université de Bonn, où il étudie la philologie et l'histoire à partir de 1847. Ses études seront cependant interrompues par les événements révolutionnaires de 1848-1849, dans lesquels il s'investira avec l'enthousiasme de l'adolescence. Il rencontre la féministe Mathilde Franziska Anneke lors de son séjour à Cologne .

### Militant démocrate en Europe

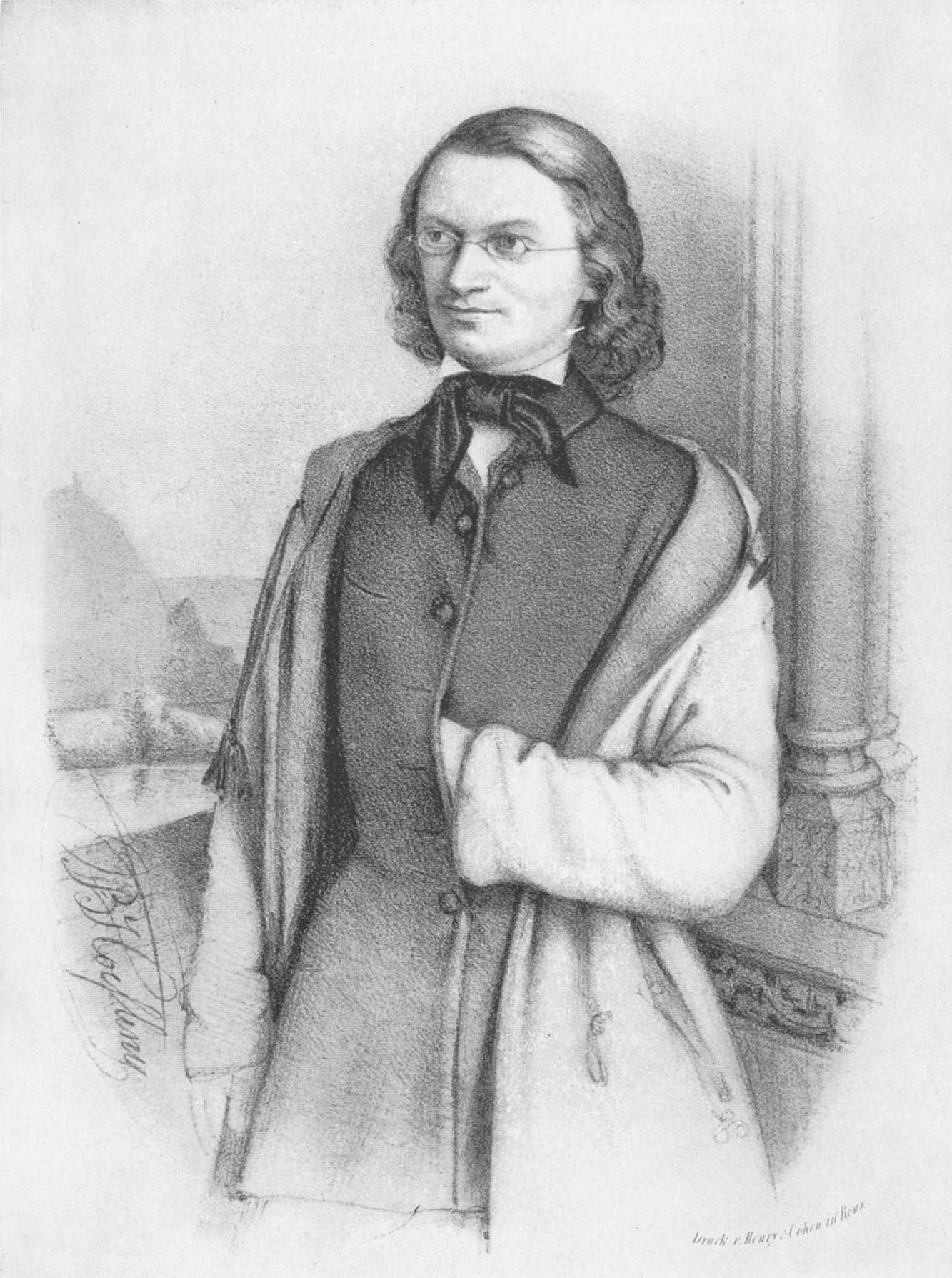
Carl Schurz à l'âge de 19 ans (1848).

La révolution de Mars 1848 lui donne l'occasion de s'engager politiquement et de prononcer ses premiers discours. À la tête de nombreux étudiants de Bonn, il rédige une pétition pour demander le renvoi de l'officier prussien chargé, depuis les décrets de Karlsbad, de surveiller les tendances politiques de l'Université. Le jeune Schurz rejoint les rangs des « démocrates », dont un de ses professeurs, Gottfried Kinkel, est le meneur local. Les deux hommes sympathisent et fondent un club politique puis un journal orienté à gauche, le Bonner Zeitung. En septembre, Carl Schurz fait partie des délégués envoyés par les étudiants de l'université de Bonn à un congrès à Eisenach. Pour s'y rendre, il fait étape à Francfort, où il découvre avec émotion les traces de la répression de l'insurrection et où il assiste aux débats du Parlement national. Afin de s'opposer à la réaction, Carl Schurz et ses amis entreprennent une révolte anti-fiscale à Bonn, mais le mouvement cesse avec l'intervention de l'armée. Gottfried Kinkel ayant été élu à la chambre basse de l'éphémère Assemblée nationale prussienne, Carl Schurz est pendant quelques mois le principal contributeur du Bonner Zeitung.
En mai 1849, il prend part à la phase finale de la Révolution, déclenchée par les démocrates qui veulent défendre la Constitution nationale contre la réaction prussienne. Comme cette nouvelle phase révolutionnaire nécessite des armes et des munitions, Gottfried Kinkel décide, le 10 mai, de prendre d'assaut l'arsenal royal prussien de Siegburg à l'issue d'une expédition dont le commandement est confié à Fritz Anneke (de). Cette tentative s'avère cependant vaine, car les troupes révolutionnaires, dont Carl Schurz fait partie, se dispersent rapidement à l'approche des dragons de l'armée régulière. Le jeune homme se rend ensuite à Kaiserslautern, place centrale de la Révolution dans le Palatinat, où il retrouve Kinkel et Anneke. Ce dernier ayant été nommé chef de l'artillerie des troupes révolutionnaires, il fait de Carl Schurz, enrôlé avec le grade de lieutenant, son aide-de-camp. Le jeune étudiant est également nommé commissaire du gouvernement provisoire. Confrontés à l'arrivée des troupes prussiennes, les révolutionnaires du Palatinat se replient, entre le 13 et le 19 juin, vers le Pays de Bade voisin, qui est également en état d'insurrection. L'armée prussienne étant arrivée dès le 20 juin, se heurtant à l'armée badoise à Waghäusel, les troupes du Palatinat sont immédiatement envoyées en renfort. Carl Schurz connaît ainsi son baptême du feu à Ubstadt le 24 juin. Le lendemain, près de Bruchsal, il prend part à un nouvel affrontement qui se solde, comme le précédent, par le repli des révolutionnaires. Le 30 juin, il est envoyé par Anneke à la forteresse de Rastatt juste avant que celle-ci ne soit assiégée par les Prussiens. Blessé dans un combat devant la forteresse, Gottfried Kinkel est fait prisonnier.

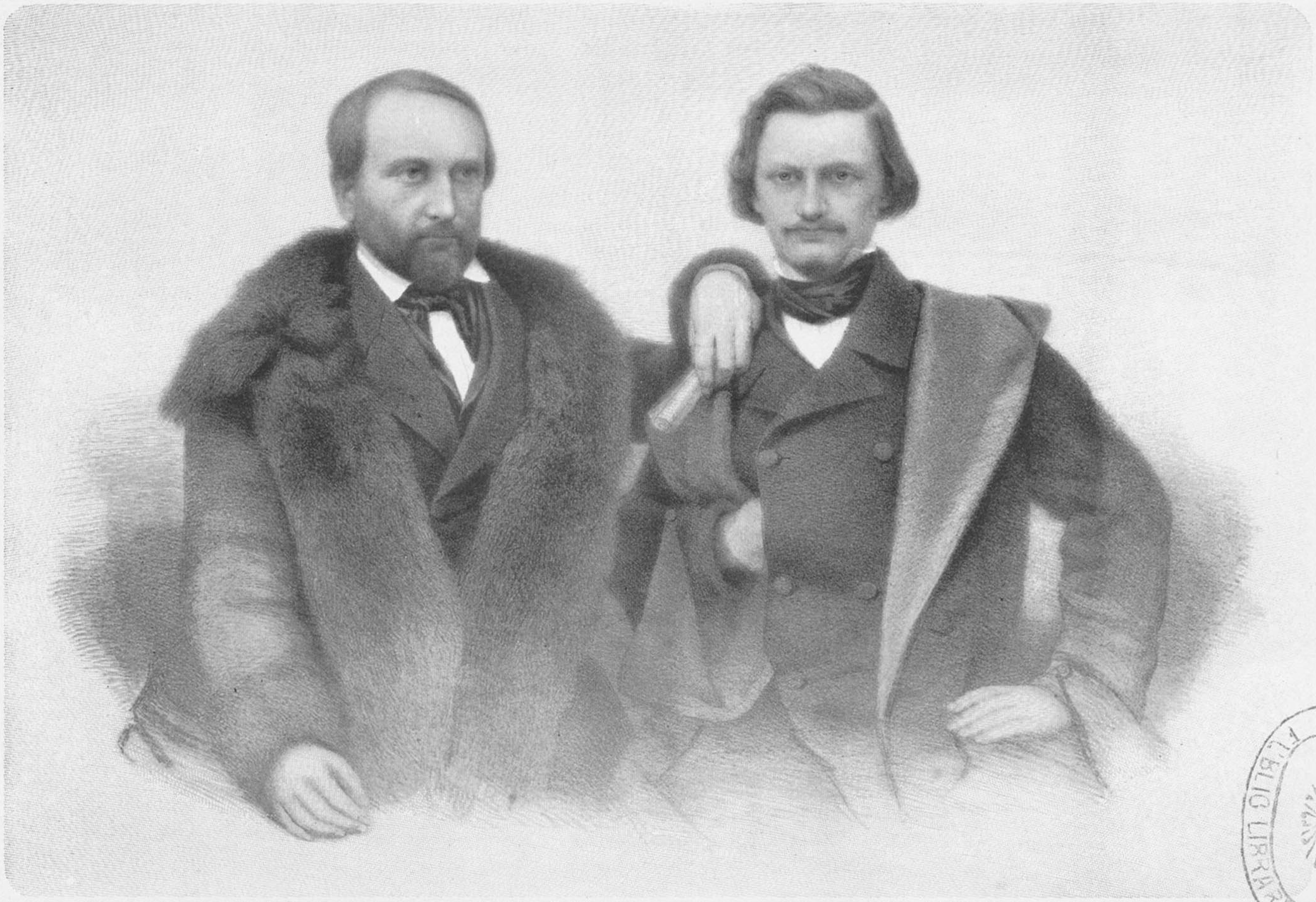
Carl Schurz (à droite) et Gottfried Kinkel vers 1850.

Le mouvement révolutionnaire est définitivement écrasé après la prise de la forteresse de Rastatt (23 juillet). Carl Schurz réussit à s'en échapper juste avant l'entrée des troupes prussiennes en se faufilant par une canalisation, avant de fuir en Alsace voisine puis en Suisse. Il revient cependant en Allemagne peu de temps après, sous un faux nom, afin d'aider Gottfried Kinkel à s'évader de la prison de Spandau (1850).
En exil, il réside tout d'abord à Paris, puis, dès 1852, à Londres, où il se marie avec Margarethe Schurz (en), née Meyer (1833-1876), belle-sœur de Johannes Ronge. Dans la capitale britannique, il rencontre plusieurs autres exilés politiques du printemps des peuples, dont Alexandre Herzen, Lajos Kossuth et Giuseppe Mazzini.
Il y retrouve également Malwida von Meysenbug, qui donne de lui une description élogieuse : « Il s'était fait un nom par l'audace avec laquelle il avait fait évader Kinkel de la prison de Spandau ; les uns le redoutaient, les autres le couvraient de lauriers. [...] Il avait grandi dans un milieu modeste, mais en véritable enfant de la région rhénane, il réunissait toutes les qualités de cette race d'élite ; simple et modeste dans ses manières, il était plein de cœur et de poésie ; il avait une conception juste et vraie de la vie, un grand sens pratique et cette énergie inébranlable qui seule assure le succès ».

### Militant républicain aux États-Unis et général de l'Union

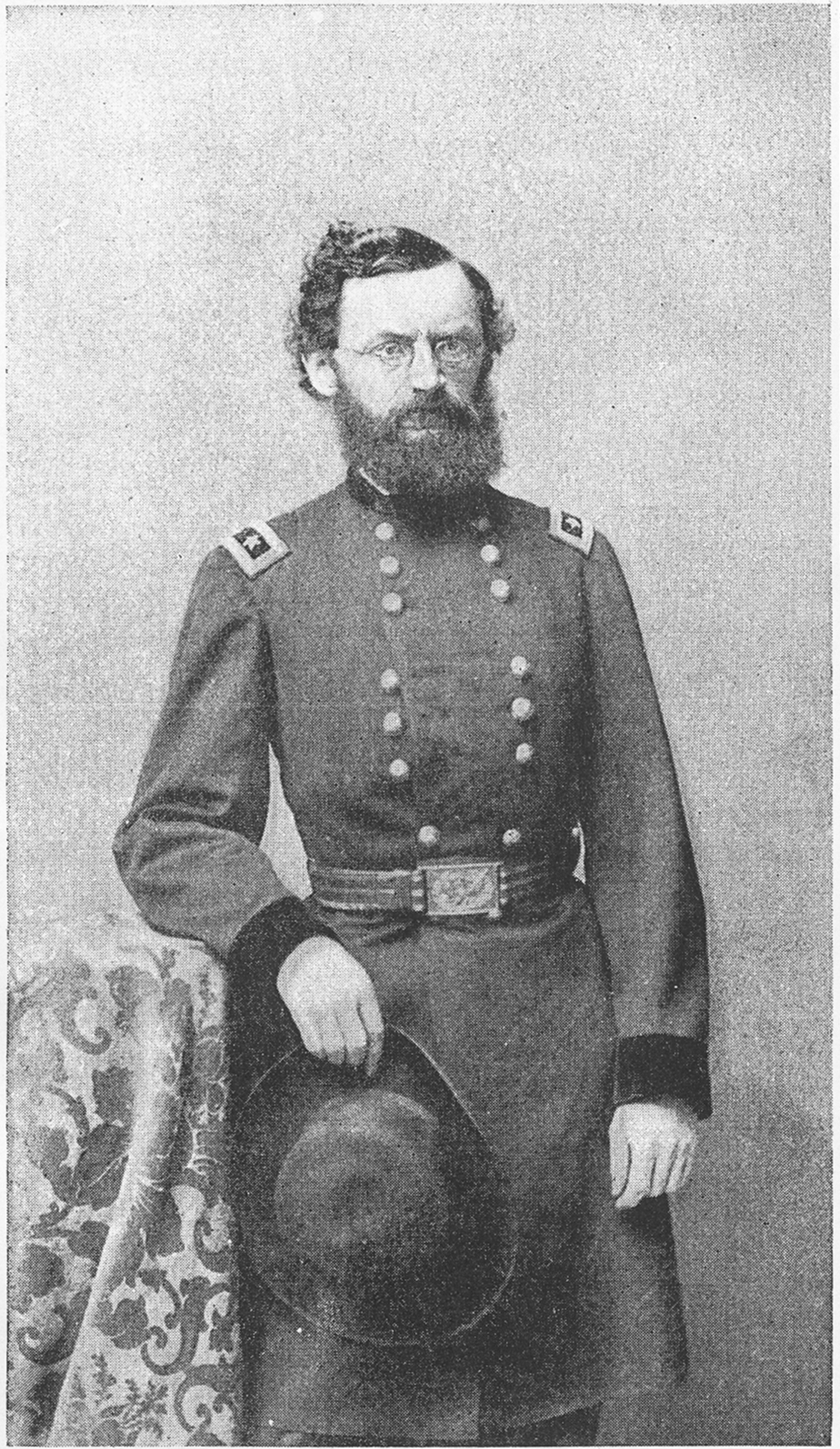
Carl Schurz en uniforme de général de l'Union (1863).

Émigré aux États-Unis en septembre 1852, les époux Schurz résident tout d'abord à New York puis à Philadelphie. Ils s'installent en 1856 dans le Wisconsin, à Watertown, où habite déjà un de ses oncles.
Anti-esclavagiste et, par conséquent, opposé au Parti démocrate, il constate que beaucoup de ses compatriotes soutiennent cette formation politique car elle est plutôt favorable aux immigrants, contrairement aux nativistes du mouvement « Know Nothing », très actifs entre le démantèlement du Parti whig et la formation d'un nouveau parti anti-esclavagiste, le Parti républicain. C'est un animateur local de ce dernier parti, Louis P. Harvey (en), membre du Sénat du Wisconsin, qui convainc Carl Schurz de prononcer un discours en allemand lors d'un meeting électoral en faveur de Frémont.
Carl Schurz contribue à la victoire républicaine lors des élections de 1860, mettant à profit son influence sur l'importante communauté germano-américaine, qu'il attache au parti anti-esclavagiste en repoussant le nativisme de son champ idéologique (notamment à la suite d'un discours de 1859 sur le « vrai américanisme »).
Le président Abraham Lincoln le récompense en lui confiant, dès 1861, un poste d'ambassadeur en Espagne. Son ministre de tutelle, le secrétaire d'État William Henry Seward le charge particulièrement de s'assurer que le royaume d'Espagne ne reconnaisse pas la Confédération des États venant de faire sécession et qu'il n'apporte pas son aide aux Sudistes en accueillant leurs bateaux dans les ports cubains.
Il reste cependant peu de temps en Europe. Il s'engage en effet dès 1862 dans l'Armée de l'Union lors de la guerre de Sécession, combattant avec le grade de brigadier-général (général de brigade). Placé sous le commandement de Frémont puis de Franz Sigel, il prend part à la seconde bataille de Bull Run (28-30 août 1862). Promu major-général (général de division, de corps d'armée ou d'armée), il commande une division du corps d'armée du général Oliver Otis Howard lors des batailles de Chancellorsville (27 avril-6 mai 1863) et de Gettysburg (1er-3 juillet 1863). Puis il commande une division du corps d'armée du général Joseph Hooker lors de la bataille de Chattanooga (23-25 novembre 1863). Affecté plus tard au commandement d'un corps d'instruction à Nashville, il participe aux dernières batailles de la guerre civile américaine dans les armées de William Tecumseh Sherman et de Henry Warner Slocum.

### Carrière politique aux États-Unis

#### Sénateur républicain

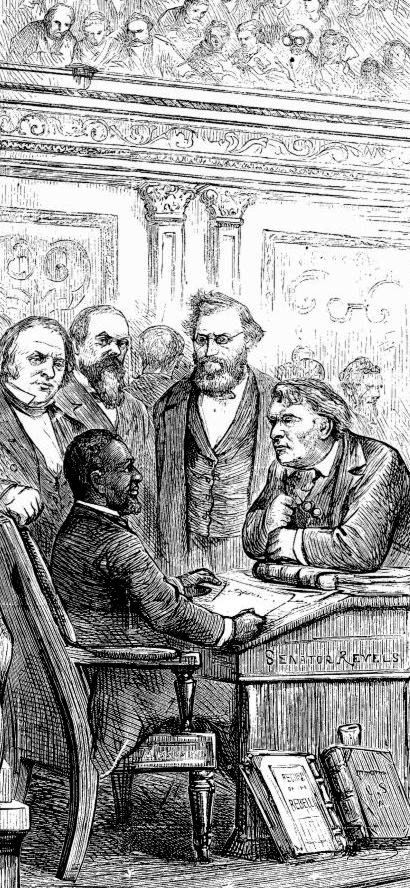
Carl Schurz parmi d'autres sénateurs républicains en 1870. De gauche à droite : Wilson, Morton, Revels (assis), Schurz et Sumner. Détail d'une caricature de Thomas Nast.

Après la guerre, Carl Schurz est envoyé dans le Sud par le président Andrew Johnson pour y dresser un rapport sur les conditions de la « Reconstruction ». Avant même la fin de son périple de trois mois (juillet-septembre 1865), il subit des remontrances de la part du président pour avoir appuyé les réticences du général Slocum à l'encontre d'un projet de reconstitution de la milice du Mississippi. De retour à Washington, Carl Schurz est assez froidement accueilli par Johnson. Ce dernier étant un sudiste favorable à un rétablissement rapide des droits des États ayant fait sécession, il reproche au rapport de Schurz sa description sans complaisance du climat délétère et raciste régnant dans le Sud. Le président tente donc tout d'abord d'éviter que le rapport soit rendu public. Comme le Sénat, à la demande de Charles Sumner (sénateur républicain « radical »), en exige la communication, Johnson essaie de le tempérer en l'accompagnant d'un rapport bien plus sommaire et optimiste du général Grant (décembre 1865).
Nommé par Horace Greeley correspondant en chef du New York Tribune à Washington, Carl Schurz s'installe ensuite à Détroit, où il fonde un journal républicain, le Detroit Post, puis à Saint-Louis (Missouri), où il reprend un journal allemand, le Westlichen Post (1867). Il existe en effet une très importante communauté allemande autour de Saint-Louis, ce qui permet à Schurz d'y trouver un vaste lectorat et, plus tard, un vaste électorat.
Au début de l'année 1868, il est de passage en Allemagne, où il rencontre Bismarck, qui lui annonce qu'il se prépare à une guerre contre la France de Napoléon III et qui lui prédit qu'elle éclatera en 1870[réf. nécessaire].
Cette même année, il prononce le discours d'ouverture de la convention républicaine de Chicago, discours qui avait pour mots d'ordre : « Justice à l'esclave émancipé ; justice au créancier de l'État ». Sur sa proposition, la convention ajoute à sa plate-forme politique un projet d'amnistie à l'égard des Sudistes de bonne volonté.
En 1869, Carl Schurz est élu sénateur du Missouri, succédant à John B. Henderson, qui avait renoncé à sa réélection après avoir fait défaut au Parti républicain lors de la procédure d'impeachment lancée contre le président Johnson (dont la destitution a été repoussée, à une seule voix de majorité, par le Sénat).
Le Parti républicain avait investi Carl Schurz en le préférant au représentant Benjamin F. Loan (en). Ce dernier était soutenu par le sénateur Charles D. Drake (en), dont l'attitude autoritaire et les déclarations contre les Allemands ont desservi la candidature de Loan.
Premier germano-américain élu au Sénat, Carl Schurz y siège jusqu'en 1875.

#### Homme politique «républicain libéral»

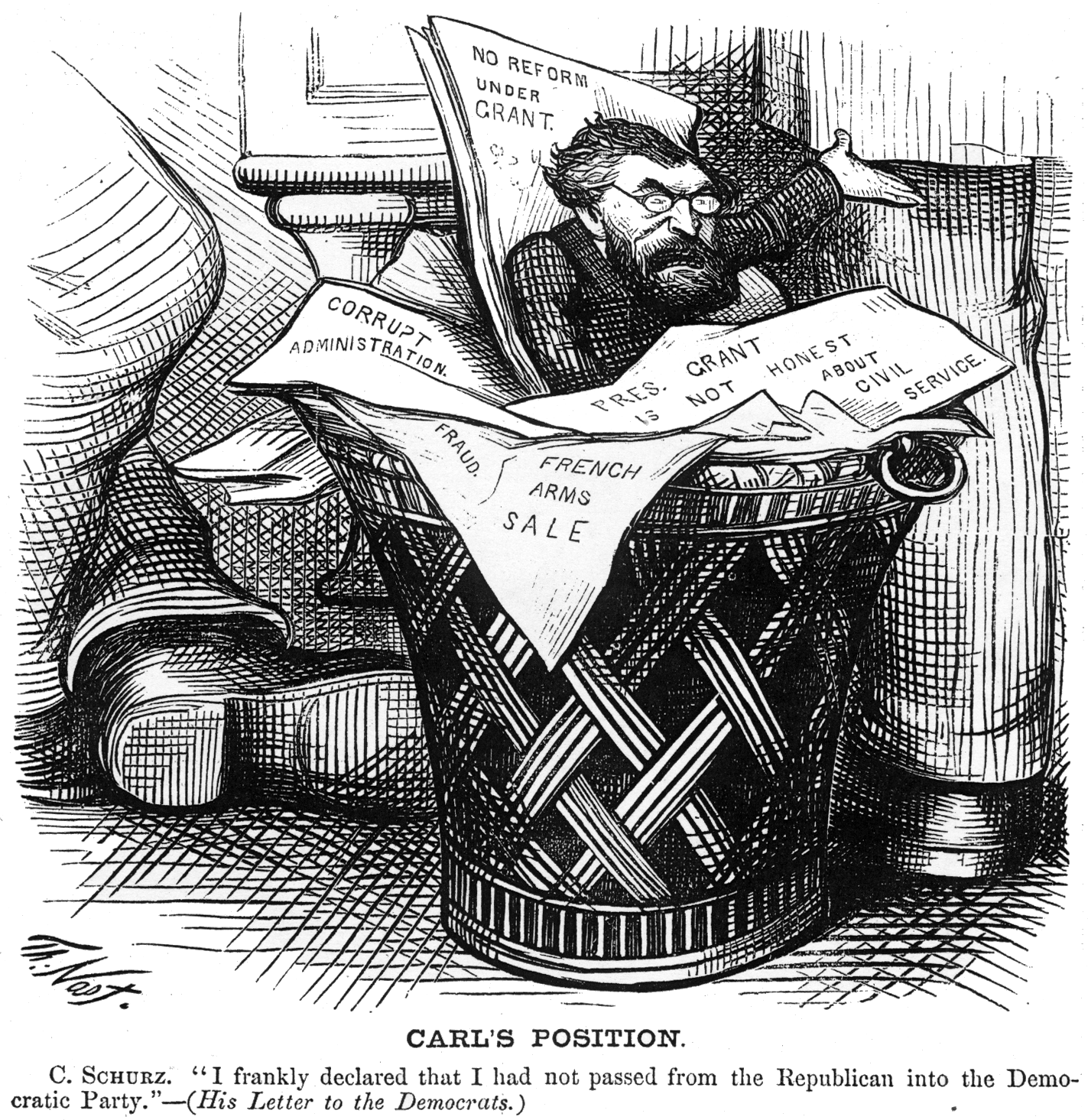
Caricature (1873) par Thomas Nast, qui était très favorable à Grant et, par conséquent, hostile à Schurz.

Républicain, Carl Schurz est cependant l'adversaire du président Grant, dont l'administration est entachée de scandales et dont la politique à l'égard du Sud est jugée néfaste par Schurz. Ce dernier critique également le fait que Grant ait permis la vente d'armes américaines à la France lors de la guerre franco-prussienne de 1870-71.
Hostile à la réélection de Grant en 1872, le sénateur du Missouri mène la dissidence des « Républicains libéraux », dont le candidat est le journaliste Horace Greeley, Schurz ne pouvant se présenter du fait de sa naissance en Prusse.
Après cette vaine tentative de dissidence (qu'il réitèrera avec plus de succès en 1884, en prenant part au mouvement « Mugwump » en faveur du démocrate Cleveland), il revient au Parti républicain lors de l'élection de 1876 pour soutenir la campagne de Rutherford B. Hayes, dont il partage les vues en matière de politique monétaire.

#### Secrétaire à l'Intérieur
Élu président, Hayes fait entrer Schurz dans le cabinet gouvernemental en tant que secrétaire à l'Intérieur (1877-1881).
Carl Schurz s'oppose alors avec succès à un projet de transfert — auprès du département de la Guerre — d'une agence relevant du département de l'Intérieur depuis la création de ce dernier en 1849 : il s'agit du bureau des affaires indiennes, dont il mène ensuite la réforme afin d'en éliminer la corruption.
Au sein de son département, il entreprend également la réforme de la fonction publique, où il défend le principe de la promotion au mérite contre les pratiques politiciennes clientélistes en vigueur à l'époque du système des dépouilles. Il faudra cependant attendre quelques années supplémentaires et la présidence de Chester Arthur pour voir l'ensemble de la fonction publique échapper aux jeux partisans.
Avant l'élection présidentielle de 1880, Carl Schurz s'oppose à nouveau à Grant, qui se voit refuser une troisième investiture républicaine au profit de Garfield.

#### Indépendant

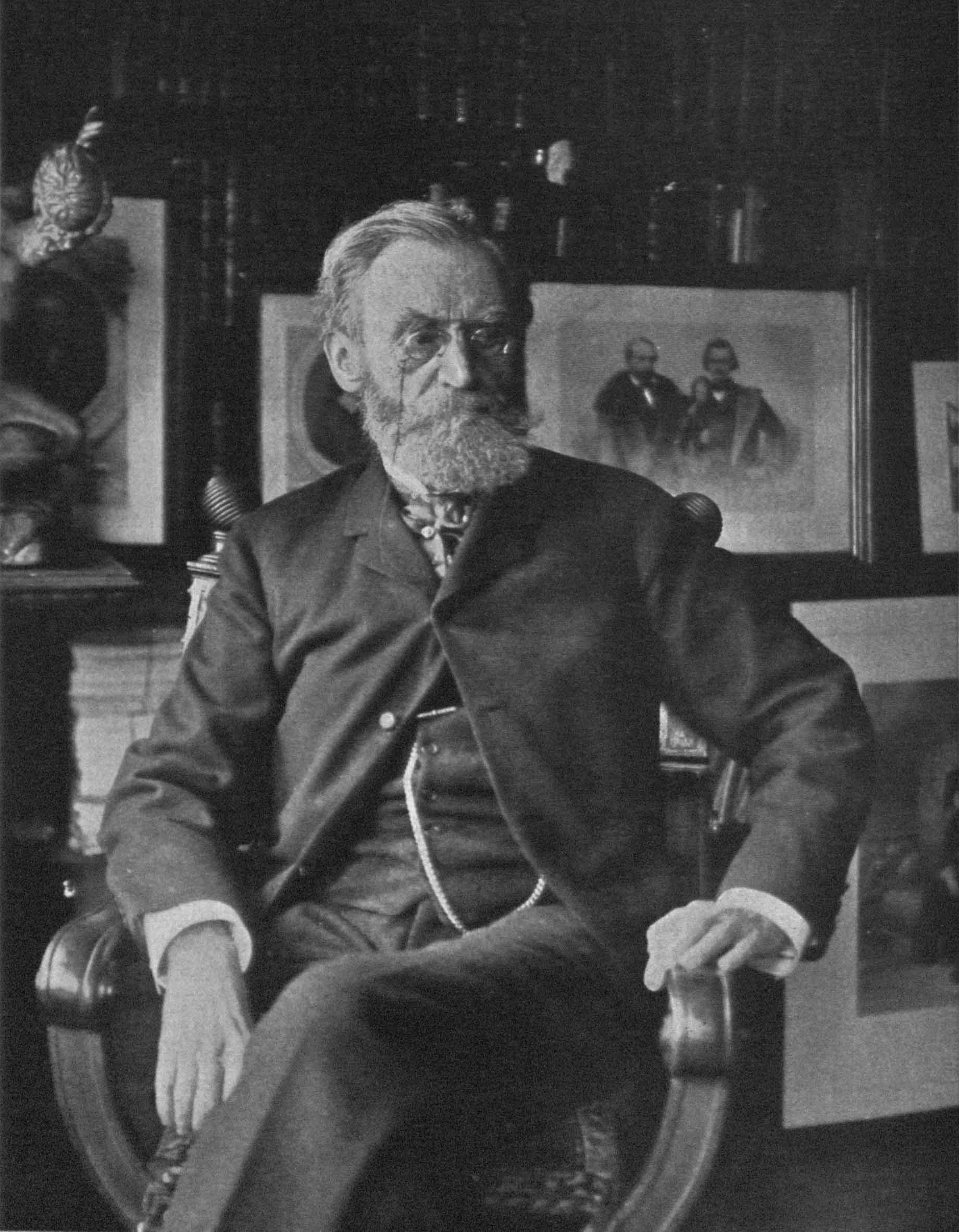
Dernière photographie de Carl Schurz (1905).

Retiré à New York en 1881, où il devient le rédacteur en chef du New York Evening Post, Carl Schurz ne quitte pas pour autant la scène politique, même s'il y intervient surtout en tant qu'indépendant, n'hésitant pas à se joindre aux démocrates au profit des causes qui lui sont chères.
Il est notamment un des pionniers du mouvement de la Ligue anti-impérialiste opposé à l'annexion des Philippines en 1898 (il s'était déjà opposé dès 1869 aux projets de Grant concernant la République dominicaine, ainsi qu'au coup d'État préalable à l'annexion d'Hawaï en 1893). Cet engagement l'amène à soutenir la candidature du démocrate Alton Parker, plutôt anti-impérialiste, contre celle du président Theodore Roosevelt, adepte du « gros bâton », lors de l'élection de 1904. Quatre ans plus tôt, les mêmes considérations l'avaient amené à s'opposer au républicain William McKinley au profit du démocrate William Jennings Bryan, alors qu'il avait combattu le programme monétaire de ce dernier lors des élections de 1896.
Un des autres chevaux de bataille de Carl Schurz était en effet la défense de la monnaie divisionnaire en métal basée sur l'étalon-or, s'opposant ainsi aux propositions populistes, favorables à une politique inflationniste fondée sur l'émission massive de monnaie en argent ou en papier.
Il meurt à New York en 1906.

### Ouvrages de Carl Schurz
- (en) Œuvres de Carl Schurz dans la wikisource anglophone.
- (de) Œuvres de Carl Schurz dans la wikisource germanophone.

### Ouvrages sur Carl Schurz
- Marcellin Berthelot, La Grande Encyclopédie, inventaire raisonné des sciences, des lettres, et des arts, vol. 29, Paris, Lamirault, 1901, 1200 p., p. 784
- Gustave Vapereau, Dictionnaire universel des contemporains, 1880, 5e éd., 1892 p., p. 1645-1646
- (en) Hans Louis Trefousse, Carl Schurz, a biography, 1998, 2e éd., 386 p.
- (de) Hartmut Keil, « Schurz, Carl Christian », dans Neue Deutsche Biographie (NDB), vol. 23, Berlin, Duncker & Humblot, 2007, p. 763–764 (original numérisé).
- Walter Kessler, Carl Schurz (1829–1906). Dans: Rheinische Lebensbilder. Volume 9. dir. de Wilhelm Janssen (de). Rheinland, Cologne, 1982, p. 199–216.
- Rudolf Geiger (de), Der deutsche Amerikaner. Carl Schurz – Vom deutschen Revolutionär zum amerikanischen Staatsmann. Casimir Katz, Gernsbach, 2007,  (ISBN 978-3-938047-28-6).
- Walter Keßler (de), Carl Schurz – Kampf, Exil und Karriere. Greven, Cologne, 2006,  (ISBN 3-7743-0383-5).
- Hans L. Trefousse (de), Carl Schurz. A Biography. The University of Tennessee Press, Knoxville, 1982,  (ISBN 0-87049-326-4).
- Alfred Georg Frei (de), Ein deutsches Leben. Vom Rastatter Freiheitskämpfer zum Innenminister der USA: Das abenteuerliche Schicksal des Carl Schurz, der im Mai 1906 in New York gestorben ist. Dans: Die Zeit. 4 mai 2006 (zeit.de).
- Uwe Timm, Carl Schurz: Notfalls mit Gewalt. Dans: Die Zeit. 3 septembre 2015 (zeit.de).
- Uwe Timm, Carl Schurz (1829–1906): Ein deutscher Revolutionär als amerikanischer Staatsmann. Dans: Frank-Walter Steinmeier (dir.): Wegbereiter der deutschen Demokratie. 30 mutige Frauen und Männer 1789–1918. C. H. Beck, Munich 2021, p. 265–277.